# ماريا بيسبالوفا
ماريا ألكسندروفنا بيسبالوفا (بالروسية: Мария Апександровна Беспалова) هي رامية مطرقة روسية ولدت في يوم 21 مايو 1986 في مدينة سان بطرسبورغ في روسيا، شاركت في دورة الألعاب الأولمبية الصيفية 2012 في لندن وثم تم منعها بعد اكتشاف تناولها للمنشطات.

## روابط خارجية
- ماريا بيسبالوفا على موقع الاتحاد الدولي لألعاب القوى (الإنجليزية)
- ماريا بيسبالوفا على موقع اللجنة الأولمبية الدولية (الإنجليزية)
- ماريا بيسبالوفا على موقع أوليمبيديا (الإنجليزية)